# Real McCoy
A Real McCoy (eredeti nevén M.C. Sar & The Real McCoy) 1989-ben alakult német eurodance együttes. Legismertebb slágereik az „Another Night”, a „Love And Devotion” és a „Run Away”.

## Tagjai
- Olaf „O-Jay”" Jeglitza (producer/rapper)
- Shampro (rapper/énekes)
- Patsy Petersen (énekesnő)
- Karin Kasar (énekesnő)
- Vanessa Mason (énekesnő)
- Frank Hassas (rapper)
- Gemma J (rapper)
- Lisa Cork (énekesnő)
- Gabriele Koopmans (énekesnő)
- Ginger Maria Kamphuis (énekesnő)
- Jason’JAM’ON’ Ammon (rapper)

## Kezdetek
1992-ig 4 kislemezt („Don’t Stop”, „Make A Move”, „Let’s Talk About Love” és „No Showbo”) adnak ki de nem jön meg a várva várt siker. A kiadó úgy ítélte meg hogy Patsy Petersen vokálja nem megfelelő, ezért az „Another Night” dalt újra felvették de immáron Karin Kasar vokálozott a dalban. A videóban viszont Patsy látható. Ez a dal meghozta az első sikereket a Real McCoy-nak. Később új énekesnő érkezett Patsy mellé Vanessa Mason személyében. A soron következő dalok az „Automatic Lover” és a „Run Away” voltak, mindkettő sikeres lett. 1995-ben megjelent a „Love and Devotion”. Még ebben az évben Patsy Petersen távozott a csapatból, helyére Lisa Cork érkezett. 1997-ben kiadták a „One More Time” című albumukat, amelyen már Vanessa Mason és Lisa Cork énekelt. De mivel nem tudták megismételni az első album sikereit nem sokkal ezután az együttes feloszlott. 1999-ben újra visszatértek de már egy teljesen más felállásban, majd piacra dobták az „It’s On You 99” 1999-es verzióját. Több év sikertelenség után 2009-ben hallattak ismét magukról.

### Albumok
| 1990                                                                      | On the Move! - Released: 1990 - Label: Galaxis - Formats: CD, Cassette, Vinyl                                                                      | —  | — | —  | — | — |                 |
| 1994                                                                      | Space Invaders - Released: August 24, 1994 - Label: Hansis - Formats: CD, Cassette, Vinyl - Re released in 1998 under the name "Love And Devotion" | —  | — | —  | — | — |                 |
| 1995                                                                      | Another Night - Released: March 14, 1995 - Label: Arista Records - Formats: CD, Cassette                                                           | 20 | 6 | 13 | 6 | 1 | - CAN: Platinum |
| 1997                                                                      | One More Time - Released: March 25, 1997 - Label: BMG - Formats: CD, Cassette, Vinyl                                                               | 55 | — | 79 | — | — |                 |
| "—" kiadványok amelyek nem értek el helyezést vagy nem kerültek kiadásra. | |    |   |    |   |   |                 |

### Kislemezek
| Megjelenés                 | Dal                                             | Legjobb helyezés | Legjobb helyezés | Legjobb helyezés | Legjobb helyezés | Legjobb helyezés | Legjobb helyezés | Legjobb helyezés | Legjobb helyezés | Legjobb helyezés | Legjobb helyezés | Legjobb helyezés | Legjobb helyezés | Legjobb helyezés | Legjobb helyezés | Minősítés (sales threshold) | Album           |
| Megjelenés                 | Dal                                             | AUS              | AUT              | CAN              | CAN Dance        | FRA              | GER              | IRL              | NED              | NZ               | SUI              | SWE              | UK               | US               | US Dance         | Minősítés (sales threshold) | Album           |
| -------------------------- | ----------------------------------------------- | ---------------- | ---------------- | ---------------- | ---------------- | ---------------- | ---------------- | ---------------- | ---------------- | ---------------- | ---------------- | ---------------- | ---------------- | ---------------- | ---------------- | --------------------------- | --------------- |
| 1989                       | "It's on You"                                   | —                | 4                | —                | —                | 8                | 11               | —                | 3                | —                | 8                | —                | —                | —                | —                | - FRA: Silver               | On the Move!    |
| 1989                       | "Pump Up the Jam"                               | —                | —                | —                | —                | —                | 16               | —                | 100              | —                | —                | —                | —                | —                | —                |                             | On the Move!    |
| 1989                       | "Don't Stop"                                    | —                | —                | —                | —                | 19               | 41               | —                | 18               | —                | —                | —                | —                | —                | —                |                             | On the Move!    |
| 1989                       | "Make a Move"                                   | —                | —                | —                | —                | —                | —                | —                | —                | —                | 29               | —                | —                | —                | —                |                             | On the Move!    |
| 1992                       | "Let's Talk About Love"                         | —                | —                | —                | —                | —                | —                | —                | —                | —                | —                | —                | —                | —                | —                |                             | csak kislemezek |
| 1992                       | "No Showbo"                                     | —                | —                | —                | —                | —                | —                | —                | —                | —                | —                | —                | —                | —                | —                |                             | csak kislemezek |
| 1993                       | "Another Night"                                 | 1                | 30               | 55               | 1                | 20               | 18               | 6                | 13               | 16               | 42               | 22               | 2                | 3                | 1                | - UK: Silver - US: Platinum | Another Night   |
| 1994                       | "Automatic Lover (Call for Love)"               | 18               | —                | —                | 9                | 38               | 20               | —                | —                | 44               | 32               | 19               | 58               | 52               | 3                |                             | Another Night   |
| 1994                       | "Run Away"                                      | 4                | 24               | 33               | 10               | —                | 22               | 5                | 38               | 6                | 25               | 11               | 6                | 3                | 3                | - US: Gold                  | Another Night   |
| 1995                       | "Love & Devotion"                               | 7                | 16               | —                | —                | —                | 37               | 16               | 26               | 28               | —                | 16               | 11               | —                | —                |                             | Another Night   |
| 1995                       | "Come and Get Your Love"                        | 18               | —                | 42               | 4                | —                | 53               | 22               | 37               | 8                | —                | —                | 19               | 19               | 1                |                             | Another Night   |
| 1995                       | "Sleeping with an Angel/Ooh Boy"                | —                | —                | —                | —                | —                | —                | —                | —                | —                | —                | —                | —                | 101              | 19               |                             | Another Night   |
| 1997                       | "One More Time"                                 | 3                | —                | 8                | 1                | —                | 85               | —                | —                | —                | —                | —                | 81               | 27               | 14               | - AUS: Platinum             | One More Time   |
| 1997                       | "I Wanna Come (With You)"                       | 82               | —                | —                | 12               | —                | —                | —                | —                | —                | —                | —                | —                | 105              | —                |                             | One More Time   |
| 1997                       | "(If You're Not in It for Love) I'm Outta Here" | —                | —                | —                | —                | —                | —                | —                | —                | —                | —                | —                | —                | 102              | —                |                             | One More Time   |
| 1998                       | "Pump Up the Jam '98"                           | —                | —                | —                | —                | —                | —                | —                | —                | —                | —                | —                | —                | —                | —                |                             | csak kislemezek |
| 1999                       | "It's on You '99"                               | —                | —                | —                | 14               | —                | —                | —                | —                | —                | —                | —                | —                | —                | —                |                             | csak kislemezek |
| 2000                       | "Hey Now"                                       | —                | —                | —                | —                | —                | —                | —                | —                | —                | —                | —                | —                | —                | —                |                             | csak kislemezek |
| 2006                       | "Follow My Heart"                               | —                | —                | —                | —                | —                | —                | —                | —                | —                | —                | —                | —                | —                | —                |                             | csak kislemezek |
| 2007                       | "People Are Still Having Sex"                   | —                | —                | —                | —                | —                | —                | —                | —                | —                | —                | —                | —                | —                | —                |                             | csak kislemezek |
| "—" helyezés nélküli dalok |                                                 |                  |                  |                  |                  |                  |                  |                  |                  |                  |                  |                  |                  |                  |                  |                             |                 |